# 미카엘 (대천사)
미가엘 또는 미카엘(히브리어: מיכאל, 그리스어: Μιχαήλ, 라틴어: Michael 또는 Míchaël, 아랍어: ميخائيل)은 히브리성경에 등장하는 천사의 이름이다. 히브리성경을 인정하는 유대교와 기독교, 이슬람교의 대천사 또는 천사장이다. 특히 기독교 내에서는 신약성경에도 이름을 기록하여서 기독교 전반에 수호자로서 상징이 널리 퍼졌다. 특히 종교적 형상에 관대하던 서방교회에서 관련 그림 및 상징 등이 발달하였다. 동방 정교회 및 서방교회인 천주교회와 성공회, 루터교 등에서는 그를 ‘성 미카엘 대천사’ 또는 간략하게 ‘성 미카엘’이라고 부르고 있다. 그의 이름은 “누가 하느님 같으랴?”(Quis ut Deus)라는 뜻으로, 이는 천국에서 사탄과 그의 추종자들에게 맞서 싸울 당시 그가 외쳤던 말이라고 전해진다. 그러한 이유로 미카엘은 일반적으로 사탄의 호적수로 여겨진다.
다니엘서에는 미카엘이 ‘하느님 백성의 보호자인 대제후 천사’(다니 10,13 이하; 12,1)로서 세 번이나 이름이 언급되었으며, 유대인들 사이에서는 미카엘이 유대 민족의 수호천사라는 생각이 광범위하게 퍼져 있다. 이 때문에 본래 유대교 율법에서는 하느님과 인간 사이의 중재자로서 천사들에게 전구를 청하는 것을 금하고 있지만, 미카엘만은 유대교 경신례에서 중재자로서 중요한 위치를 차지하고 있다.
요한 묵시록에서 미카엘은 하느님의 군대를 이끌고 하늘에서 사탄의 군대와 맞서 싸우는 모습으로 등장한다(묵시 12,7-9). 유다 서간에서는 미카엘을 특별히 ‘미카엘 대천사’라고 언급하면서 그가 모세의 주검을 놓고 악마와 다투며 논쟁했다고 서술한다(유다 1,9). 미카엘에 대한 기독교인들의 신심은 4세기에 나타났으며, 이 당시에 미카엘은 병이나 상처를 치유하는 천사로서 공경받았다. 그러다가 세월이 흐르면서 악의 세력에 맞서 하느님의 군대를 이끄는 지휘관으로 모습이 바뀌게 되었다. 6세기에 이르면서 미카엘에 대한 신심은 동방 교회와 서방 교회를 막론하고 광범위하게 퍼졌다.

## 성경

### 구약성경

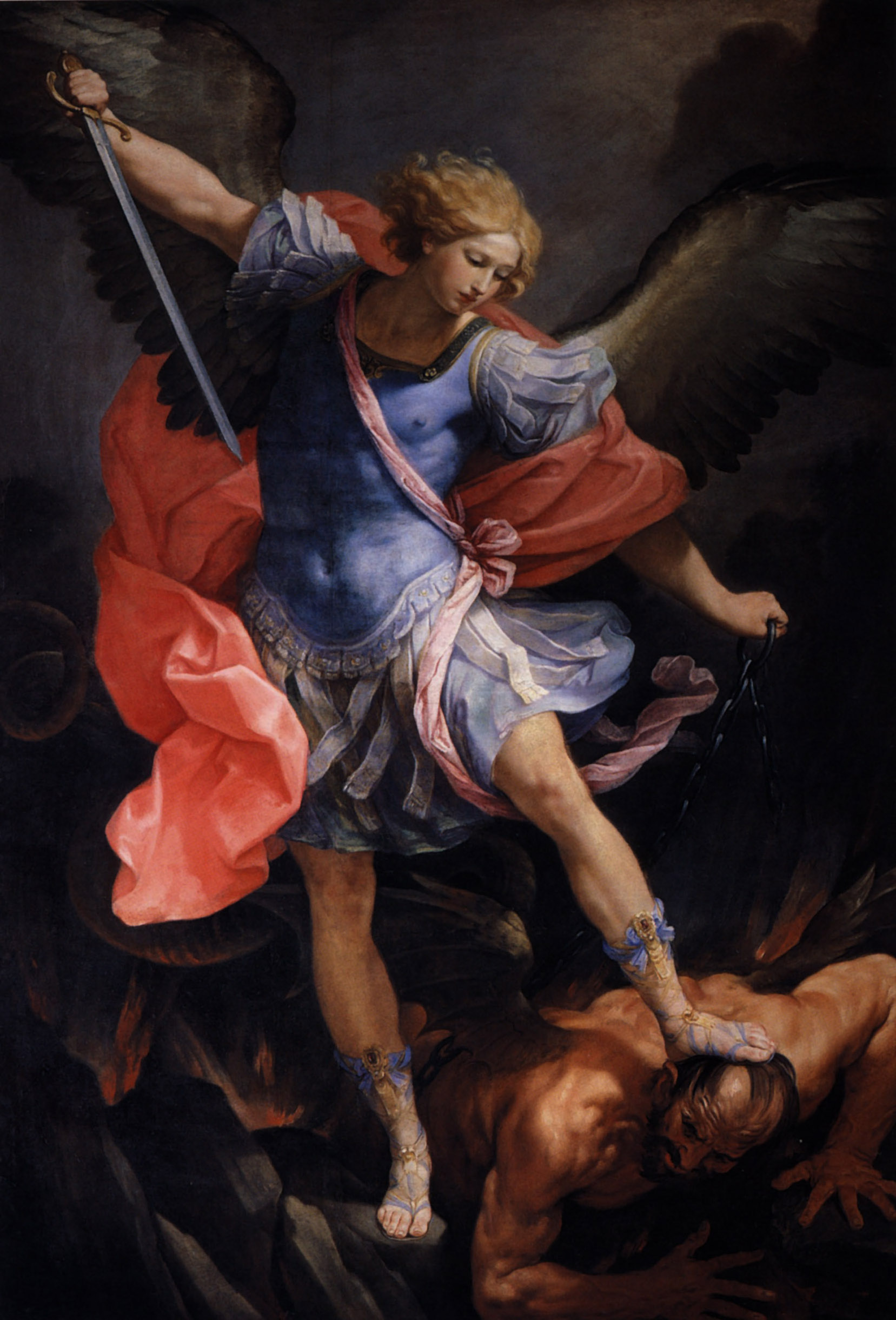
귀도 레니의 사탄을 밟은 성 미카엘. 이 성화는 바티칸 성 베드로 대성당에 부속된 성 미카엘 제대에 모자이크화로 전시되어 있다.

구약성경의 다니엘서에서는 예언자 다니엘이 세 주 동안 맛있는 음식을 먹지 않고 고기와 술을 입에 대지 않았으며 향유를 바르지도 않은 채 고행을 하던 중에 환시를 체험하였다고 서술한다. 다니엘서 10장 13~21절에서 미카엘은 이스라엘의 수호자로 등장하는데, 여기서 다니엘은 미카엘을 ‘일품 제후 천사들 가운데 하나’라고 부르고 있다. 이후 다니엘서 12장 1절에 서술된 환시에서는 ‘세상 종말의 때’, 곧 ‘나라가 생긴 이래 일찍이 없었던 재앙의 때’에 있을 미카엘의 임무에 대해 다음과 같이 말하고 있다.
“그때에 네 백성의 보호자 미카엘 대제후 천사가 나서리라.”
이러한 연유로, 옛날부터 미카엘은 이스라엘의 보호자로서 중요한 역할을 수행한다고 보았으며, 이것이 나중에는 기독교의 보호자로 발전하게 되었다.
다니엘서에는 세 번(다니 10,13.121;12,1) 언급된 미카엘은 모두 미카엘 대천사라는 동일 대상을 가리키는 것이며, 세 번 모두 유사하게 행동한다. 첫 번째와 두 번째 상황에서는 페르시아 지역과 연관된 반면에 세 번째 상황은 마지막 때인 종말을 배경으로 한 것이다. 구약성경에서 미카엘의 이름이 직접적으로 언급된 것은 다니엘서에 기록된 세 번이 전부이다.
여호수아기를 보면 ‘약속의 땅’에서의 전투 초반에 여호수아가 ‘주님 군대의 장수’와 만났다는 기록(여호 5,13-15)이 있는데, 일부에서는 이를 미카엘이라고 해석하고 있다. 하지만 여호수아가 ‘주님 군대의 장수’라는 사람의 발 앞에 엎드려 경배했는데, 성경의 전체적인 부분을 살펴보면 천사가 사람의 경배를 받는 경우가 없기 때문에 이 같은 추정의 신학적인 근거는 없다고 볼 수 있다. 일부 신학자들은 여호수아기에 등장하는 주님 군대의 장수가 하느님 자신일 것이라고 해석하기도 한다. 그래서 여호수아의 경배를 기꺼이 받아들였다는 것은 이 장수가 곧 하느님 자신이었다는 것을 뜻한다는 것이다. 하지만 장수가 여호수아의 경배 대상이었는지 아니면 장수가 여호수아에게 하느님에게 경배하라고 시킨 것인지에 대해서는 다소 이견이 있다. 여호수아기를 보면, 여호수아는 예리코를 공격하기 전에 ‘눈을 들어 보니 어떤 사람이 손에 칼을 빼 들고 자기 앞에 서 있었다’고 말하고 있다. 여호수아가 그에게 다가가 “너는 우리 편이냐? 적의 편이냐?” 하고 묻자, 그는 “아니다. 나는 지금 주님 군대의 장수로서 왔다.”고 대답하였다고 한다.

### 신약성경

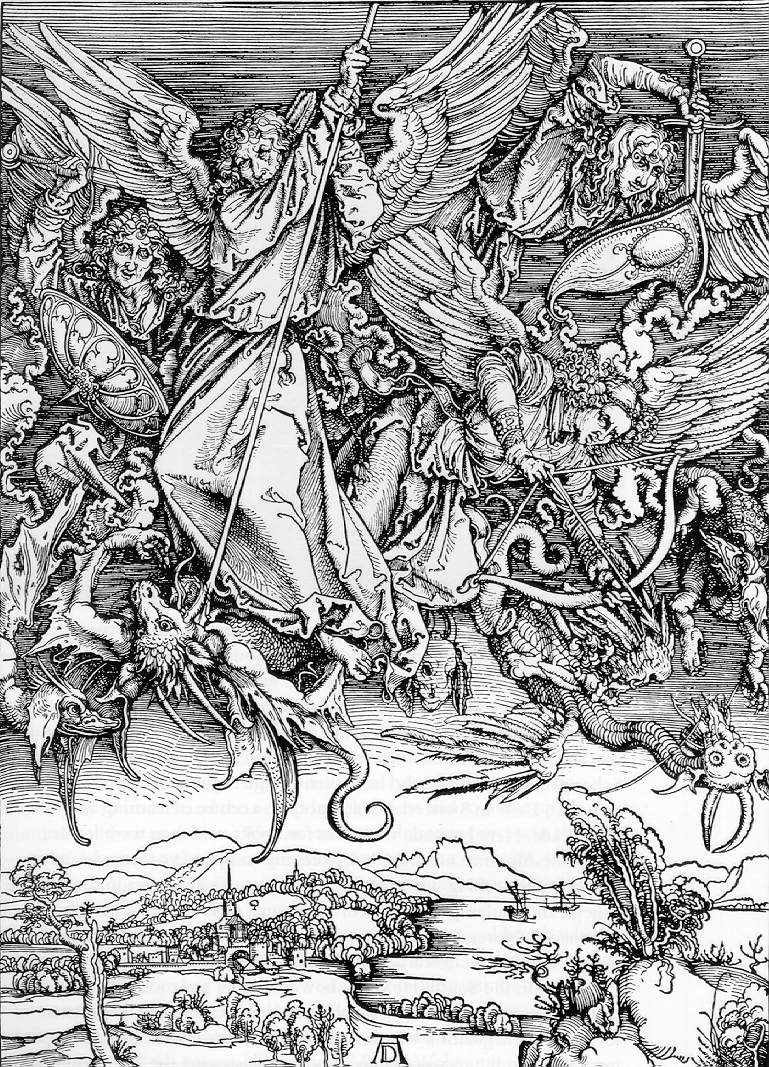
알브레히트 뒤러의 하늘의 전쟁.

요한 묵시록에서는 하늘에 전쟁이 일어났을 때, 미카엘이 사탄과 싸워 그를 패퇴시켰다고 서술하고 있다(묵시 12,7-9).
“그때에 하늘에서 전쟁이 벌어졌습니다. 미카엘과 그의 천사들이 용과 싸운 것입니다. 용과 그의 부하들도 맞서 싸웠지만 당해 내지 못하여, 하늘에는 더 이상 그들을 위한 자리가 없었습니다.”
미카엘과의 싸움에서 패배한 후, (묵시록의 저자가 큰 용이자 뱀으로 묘사한) 사탄은 자신을 따르는 다른 타락천사들과 함께 땅으로 떨어졌다고 한다.
유다 서간 1장 9절에서는 미카엘에게 특별히 ‘대천사’라는 수식어를 붙였으며, 그가 모세의 주검을 놓고 사탄과 다투며 논쟁했다고 서술하고 있다.
그러나 미카엘 대천사도 모세의 주검을 놓고 악마와 다투며 논쟁할 때, 감히 모독적인 판결을 내놓지 않고 “주님께서 너를 꾸짖으시기를 바란다.” 하고 말하였을 뿐입니다.
테살로니카 신자들에게 보낸 첫째 서간 4장 16절에서도 ‘대천사’를 언급하고 있다.
“명령의 외침과 대천사의 목소리와 하느님의 나팔 소리가 울리면, 주님께서 친히 하늘에서 내려오실 것입니다.”
여기서 그리스도의 재림 때 등장할 대천사는 비록 이름이 언급되어 있지 않지만, 일반적으로 미카엘이라고 받아들여지고 있다.

### 외경
빛의 아들들과 암흑의 아들들의 전쟁에서는 미카엘을 ‘빛의 왕자’로 묘사하고 있으며, 벨리아르가 지배하는 악의 어둠에 대항하는 빛의 힘을 이끌고 있다. 그는 이전에는 사탄의 지위였던 ‘천국의 총독’ 지위를 맡은 것으로 표현된다. 에녹서에서는 ‘이스라엘의 왕자’로 표현된 미카엘은 동정심 많고 좀처럼 화내는 일이 없는 천사로서 에녹에게 관용의 정의의 신비를 가르쳐주는 것으로 묘사되었다. 요벨서에는 모세가 시나이산에서 십계를 받았을 때, 십계를 적은 돌판을 모세에게 건네 준 것은 미카엘이라고 기록되어 있다.

## 유대교
유대교 랍비들 사이에서 내려오는 전승에 의하면, 미카엘은 이스라엘의 수호자로서 때로는 다른 나라의 수호자들과 싸워야만 했는데(다니 10,13 참조), 특히 이스라엘의 적대자인 천사 사마엘과 싸워야만 했다고 한다. 미카엘과 사마엘 간의 적대감은 사마엘이 미카엘과의 싸움에서 패해 천국에서 땅으로 떨어졌을 때부터 시작되었다. 사마엘은 자신이 추락할 때 미카엘도 같이 추락하게 만들려고 그의 날개를 잡았지만, 하느님의 도움으로 미카엘은 무사히 구출되었다고 한다. 미카엘은 또한 모세의 영혼을 놓고 사마엘과 논쟁을 벌였다고 전해진다.

미카엘의 히브리어식 표기

미카엘의 유대인들의 수호자라는 사상이 널리 퍼진 결과, 천사에게 하느님과 인간 사이의 중재를 청원하는 것이 유대교 율법에서는 엄격하게 금지하고 있음에도 불구하고 미카엘은 유대교 경신례에서 중요한 위치를 차지하게 되었다. 이스라엘에 하느님의 은총이 내릴 수 있도록 그에게 자비의 왕자로서 간구하는 두 가지 기도문이 있는데, 하나는 엘리에제르 하칼리르가 작성한 기도문이며, 나머지 하나는 유다 벤 사무엘 헤하시드가 작성한 기도문이다. 그러나 고대에는 미카엘에게 전구를 청하는 경우가 더욱 일반적이었던 것으로 추정된다. 당시 이 같은 풍습에 대해서 예레미야는 다음과 같이 말했다. “사람은 필요하다면 미카엘이나 가브리엘에게가 아니라, 하느님께 직접 기도해야 한다.” 창세기 14장 13절에서 신아르 임금 아므라펠과 엘라사르 임금 아르욕과 엘람 임금 크도를라오메르와 고임 임금 티드알의 군대에 의해 침공당한 소돔에서 ‘도망쳐 나온 사람 하나’가 아브라함에게 가서 롯이 포로로 잡혀 갔다는 사실을 알려주었는데 그 사람이 사실은 미카엘이며(Midrash Pirke R. El.), 아비멜렉으로부터 사라를 보호한 이 역시 미카엘이었다고 한다. 또한 사라에게 장차 아기를 낳을 것이라고 알려주고, 소돔의 멸망으로부터 롯을 구한 이 역시 미카엘이라고 전해진다.

### 미드라시
미드라시에는 미카엘은 아브라함이 자신의 아들 이사악을 하느님에게 산 제물로 바치려고 죽이려고 하던 찰나에 와서 그를 저지했으며, 야곱이 아직 어머니의 태중에 있을 때 사마엘이 해치려던 것을 구해주었다고 전해진다. 그리고 나중에 라반이 야곱을 위협할 때 그를 지켜주었으며(Pirke De-Rabbi Eliezer, xxxvi), 야곱과 함께 씨름을 한 후에 그를 축복해 준 장사 역시 미카엘이었다고 한다.
미드라시의 일종인 라바의 탈출기에서는 이집트 탈출 때에 사탄이 우상 숭배를 한 이스라엘인들을 고발하여 그들이 홍해에 빠져 죽어 마땅하다고 고발하자, 미카엘이 이스라엘을 변호하고 나섰다고 서술하고 있다. 미카엘은 또한 센나케립의 군대를 물리쳤다고도 전해진다.

## 기독교

### 초기 기독교의 관점과 전승

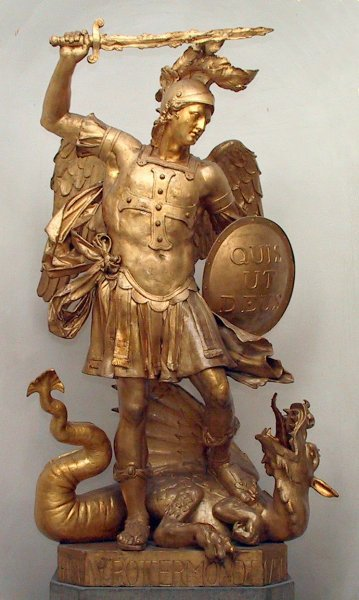
본 대학교에 있는 용(사탄)을 짓밟는 성 미카엘 대천사상. 성 미카엘의 방패에는 “누가 하느님 같으랴?”라는 뜻의 라틴어 “Quis ut Deus”가 새겨져 있다.

초기 기독교인들은 군인들의 수호성인을 성 제오르지오와 성 테오도로와 같은 몇몇 순교자들로 여겼으나, 성 미카엘은 병에 걸린 사람들을 치유할 때 전구를 청하는 수호천사로 여겨졌다. 오늘날 터키에 속한 프리기아에서 처음으로 병에 걸린 이들의 수호천사로 미카엘을 공경하였다.
고대 근동에서 성 미카엘 성당으로 가장 유명하고 오래된 성소는 4세기에 콘스탄티누스 대제에 의해 칼케돈에 세워진 미카엘리온(Michaelion) 성당이다. 이곳에 있던 샘물은 삼위일체 하느님과 성 미카엘의 이름을 부르며 목욕하면 모든 병이 치유되었다는 이야기가 전해져 내려온다. 324년 콘스탄티누스 대제가 리키니우스와의 전쟁에서 승리한 것을 기념하여 미카엘리온 성당에 용을 죽이는 전사로 묘사된 미카엘 대천사의 이콘이 그려진 이후, 미카엘 대천사가 큰 뱀 또는 용을 죽이는 그림은 하나의 표준으로 정착되었다. 미카엘리온 성당은 동시대 동방의 다른 수백 곳의 성당과 비교해봤을 때 가장 아름다운 성당으로서, 이후 대천사를 수호천사로 모시는 성당이 증가하였다.
4세기에 성 대 바실리오는 강론 중에서 성 미카엘이 모든 천사 가운데 가장 으뜸가는 자리를 차지한다고 말했다. 그는 또한 미카엘이 ‘대천사’라고 불리는 까닭은 그가 천사들의 제후이기 때문이라고 말하였다. 6세기경, 아직까지 미카엘에 대해 치유자로서의 이미지를 갖고 있던 로마에서는 흑사병이 유행했을 당시 흑사병의 유행을 멈추어 달라는 교황 그레고리오 1세의 기도에 응답하여 성 미카엘이 하드리아누스의 영묘 위에 나타나 칼을 휘둘러 흑사병을 몰아낸 광경이 똑똑히 목격되었다고 전해진다. 이를 기념하여 교황은 황제의 영묘를 장대한 산탄젤로 성으로 고쳤다고 한다.
6세기부터 서방 교회에서는 성 미카엘에 대한 신심이 커져갔으며, 레오 성사집에는 그를 기념하기 위한 축일도 제정되었다. 7세기의 젤라시오 성사집에도 성 미카엘 대천사 축일(S. Michaelis Archangeli)이 포함되었으며, 이는 8세기에도 유지되었다. 이들 문헌 가운데 일부에서는 로마의 살라리아 가도에 대천사 성전(Basilica Archangeli)이 있었음을 증언하고 있으나, 오늘날까지 보존되어 있지는 않은 상태다.
미카엘을 비롯한 천사들의 계급이 나열된 프세우도-디오니시우스 아레오파기타의 천사학은 6세기에 대중적으로 널리 읽혀졌다. 훗날 13세기에 성 보나벤투라와 같은 이들은 미카엘이 천사 계급 가운데 제1계급인 세라핌의 으뜸이라고 말했다. 성 토마스 아퀴나스는 미카엘이 천사들로 이루어진 성가대의 단장이면서도 가장 낮고 마지막 자리에 앉아 있다고 말했다.

### 서방교회
서방교회에서는 미카엘을 가리켜 ‘성 미카엘 대천사’ 또는 줄여서 ‘성 미카엘’이라고 부르면서, 사실상 그가 시성되었음을 나타내고 있다. 성인 호칭 기도에서는 ‘성 미카엘’이라는 이름으로 언급된다. 부활 성야 때에 바치는 짧은 성인 호칭 기도에서는 천사의 이름을 언급할 때, 가브리엘과 라파엘은 제외하고 오직 미카엘의 이름만이 언급된다.
현재 로마 가톨릭교회에서는 미카엘이 네 가지 주요 임무 또는 역할을 수행한다고 가르친다. 미카엘의 첫 번째 역할은 지옥의 권세에 맞서는 하느님의 군대의 지도자요 천국 군대의 지휘관이라는 것이다. 그러한 까닭에, 미카엘은 종종 악의 세력과의 영적 전투에서 맞서는 전사로서의 이미지와 더불어 악에 맞서는 신앙인들을 도와주는 천사로 여겨진다.
미카엘의 두 번째 역할과 세 번째 역할은 죽음과 관련되어 있다. 미카엘의 두 번째 역할은 죽은 사람들의 영혼을 천국으로 인도하는 죽음의 천사이다. 즉 사람이 죽음을 맞이하게 될 때, 악마들이 인간의 죄를 고발하면 반대로 미카엘은 인간을 변호하여 그가 구원받을 수 있게 도와 준다는 것이다. 이러한 믿음 때문에 가톨릭교도들은 죽기 전이나 죽을 위험에 놓이게 될 때 종종 미카엘에게 전구를 청하기도 한다. 미카엘의 세 번째 역할은 최후의 심판이 있는 날, 나팔을 부는 임무와 함께 인간의 영혼을 저울에 다는 것이다. 그래서 미카엘은 종종 저울을 든 모습으로 묘사되기도 한다.
미카엘의 네 번째 역할은 구약성경에서 그가 선택받은 민족의 수호자로 활약했듯이, 교회의 수호자로도 활동한다는 것이다. 그리하여 중세에 미카엘은 기사들로부터 특별히 공경받은 천사였다. 수호자로서의 미카엘의 이미지는 더 크게 확대되어 수많은 나라 및 도시들에서는 그를 자신들의 수호천사로 지정하였다.
미카엘은 악에 대한 선의 승리를 상징하며, 이로 인해 그는 오랜 세월 동안 가톨릭 미술 작품 속에 여러 차례 등장하였다. 미카엘에 대해 특별히 강한 신심을 지닌 가톨릭교도들이 많으며, 또한 전세계적으로도 수많은 성당이 미카엘을 수호천사로 모시고 있다.

라파엘로의 성 미카엘의 승리.

#### 사탄과 타락천사들을 물리치는 전사
서방교회에서는 대체로 미카엘이 하느님의 군대를 이끄는 지휘관이라고 가르치고 있다. 사도 시대 때부터 미카엘은 교회의 수호자로 언급되며 공경받았으며, 성경은 그를 ‘제후 천사들 중의 하나’로서 지옥의 세력들을 물리쳐 승리한 천국의 세력의 지도자로 묘사하고 있다.
미카엘은 두 번이나 사탄을 물리치는데, 첫 번째는 천국에서 사탄을 몰아낸 것이고 두 번째는 세상 종말의 마지막 전쟁 때 또 한 번 사탄을 물리친다는 것이다. 영국의 가톨릭 사제이자 성인 전기 작가인 알반 버틀러는 저서 《성인들의 생애》(Lives of the Saints)에서 미카엘의 이 같은 역할에 대해 다음과 같이 정의를 내리고 있다.

하늘의 무리들 간에 벌어진 전쟁에서 대천사 미카엘이 “누가 하느님 같으랴?” 하고 외치며 반역자 루치펠을 내리쳤다. 언제가 거짓 그리스도가 자신의 나라를 이 땅에 세우려고 할 때, 미카엘은 다시 한 번 십자가의 군기를 들고, 마지막 나팔을 불 것이며, 거짓 예언자들과 짐승을 함께 묶어 영원히 불타는 못으로 던져버릴 것이다.

미카엘은 과거에 사탄을 천국에서 내쫓은 전적이 있었다. 요한 묵시록(12,7-9)에서 저자는 미카엘이 천사 군단을 이끌고 사탄과 그와 함께 타락한 천사들을 천국에서 지상으로 내쫓은 하늘의 전쟁에 대해 다음과 같이 기록하고 있다.

“그때에 하늘에서 전쟁이 벌어졌습니다. 미카엘과 그의 천사들이 용과 싸운 것입니다. 용과 그의 부하들도 맞서 싸웠지만 당해 내지 못하여, 하늘에는 더 이상 그들을 위한 자리가 없었습니다. 그리하여 그 큰 용, 그 옛날의 뱀, 악마라고도 하고 사탄이라고도 하는 자, 온 세계를 속이던 그자가 떨어졌습니다. 그가 땅으로 떨어졌습니다. 그의 부하들도 그와 함께 떨어졌습니다.”

그리하여 미술에서 흔히 미카엘을 묘사할 때는 칼이나 창을 들고 의기양양하게 승리에 찬 미카엘에 의해 용 또는 날개 달린 남자로 묘사된 사탄이나 타락천사들이 무력한 모습으로 쓰러진 모습으로 그려지곤 한다. 일부 그림 및 전신상에서는 미카엘이 ‘Quis ut Deus’라는 라틴어 글자가 새겨진 방패를 들고 있는 모습으로 묘사되어 있다. 이 말의 뜻은 “누가 하느님 같으랴?”라는 뜻으로 미카엘이 사탄을 퇴치할 때 그를 경멸하며 내뱉은 말이라고 전해진다.
서방교회에서는 미카엘이 세상 종말 때에 적그리스도와의 싸움에서 승리하고 그를 퇴치할 것이라고 가르치고 있다. 다니엘서(12,1)에서는 다음과 같이 말하고 있다. “그때에 네 백성의 보호자 미카엘 대제후 천사가 나서리라. 또한 나라가 생긴 이래 일찍이 없었던 재앙의 때가 오리라. 그때에 네 백성은, 책에 쓰인 이들은 모두 구원을 받으리라.”
서방교회에서는 전통적으로 미카엘을 영적 싸움을 치르는 전사들의 미덕을 제시하는 천사적 모델이며, 군인들의 모범으로 제시하고 있다. 이 때 영적 싸움은 곧 악과의 싸움으로써 자기 자신 안에 내재한 두 마음 간의 싸움이라고 볼 수도 있다. 전쟁터로 나가려면 먼저 큰 용기와 결단이 필요하듯이, 성화를 이루려면 자기 마음을 유혹의 길로 이끄는 악마를 쓰러뜨려야만 한다는 것이 가톨릭교회의 가르침이다. 클레르보의 베르나르도는 유혹과 슬픔, 시련에 빠졌을 때, 미카엘에게 도움을 요청할 것을 권장하였다. “어떤 극심한 유혹이나 격렬한 슬픔이 그대를 압박할 때는 항상 그대의 인도자이며 수호자 미카엘을 불러라. 그에게 큰소리로 부르짖어라. 그런 다음에 주님께 이렇게 말하라. ‘주님, 저희가 죽음에 이르지 않도록 저희를 지켜 주소서!’라고.” 한편 전사 성인이라는 개념은 성 제오르지오와 성 테오도로를 시작으로 점차 다른 성인들에게까지 확대되었다.

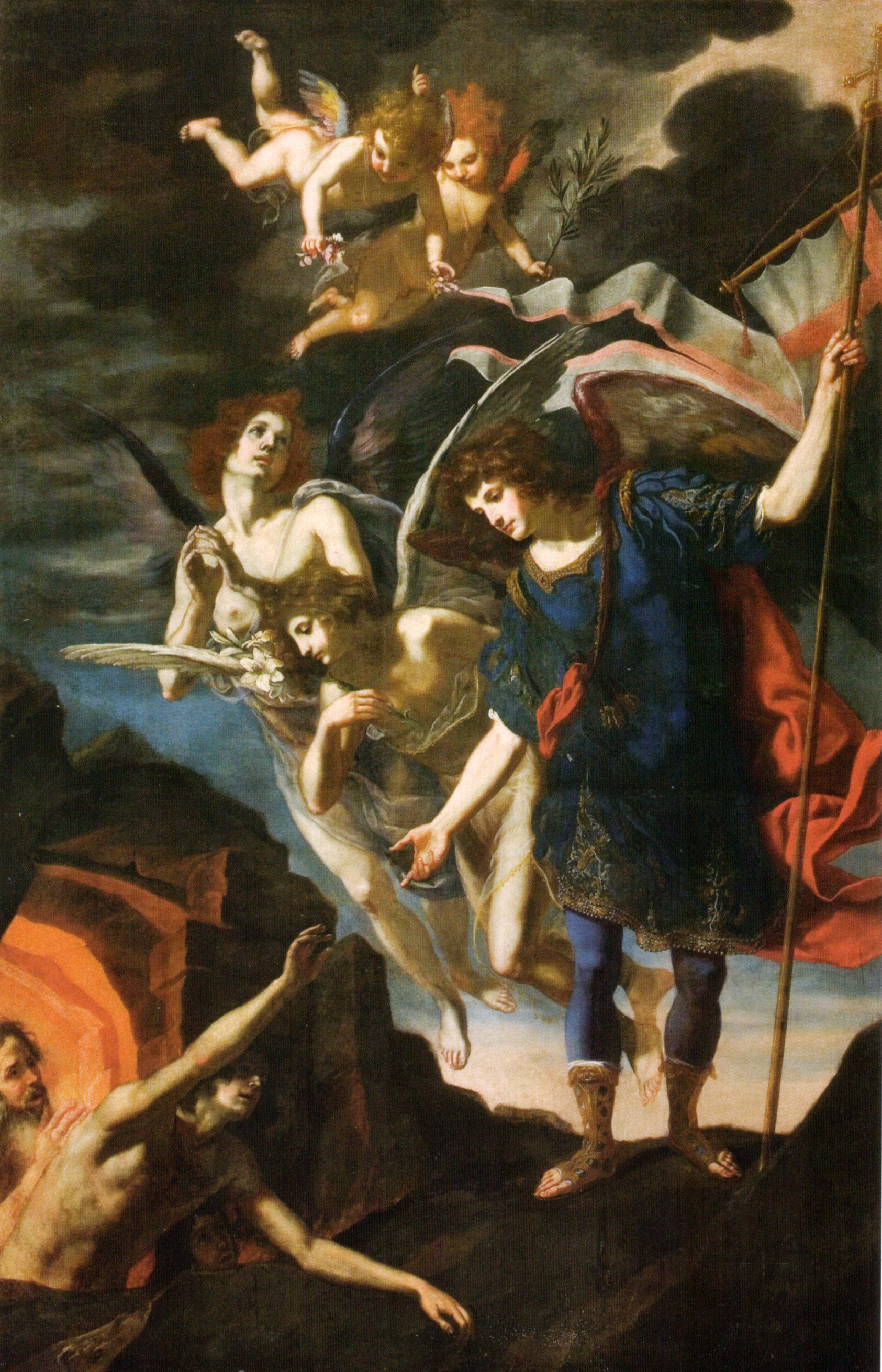
자코포 비날리의 연옥 영혼들을 구제하는 성 미카엘.

#### 영혼들의 안내자
천주교회의 가르침에 따르면, 미카엘은 사람이 죽을 때 나타나는 천사들 중의 한 명이라고 한다. 사심판 때, 미카엘은 하느님으로부터 의로운 이들의 영혼과 동반하여 그들을 천국으로까지 안내하고, 또한 정화가 필요한 영혼들은 따로 연옥으로 데리고 간다는 것이 전통적인 입장이다.
아시시의 성 프란치스코는 특히 미카엘에 대한 신심이 강했는데, 그는 자주 사람들에게 미카엘이 하느님에게 거룩한 영혼들을 바치는 임무를 수행하기 때문에 공경받아 마땅하다고 말했다. 그는 우리 모두 “특별히 이 위대한 제후(미카엘)의 영광을 기리며 하느님께 찬미와 제물을 바쳐야 한다”고 말하면서, 성모 승천 대축일(8월 15일)부터 성 미카엘 대천사 축일(9월 29일)까지 약 40일 동안 금식하기도 하였다.
이러한 연유로 유럽 전역에 있는 수많은 묘지 경당이 그를 수호천사로 모시고 그의 이름을 갖고 있으며, 이따금씩 매주 세상을 떠난 이를 위해서 미카엘을 기리는 신심 미사를 봉헌하는 곳도 있다.

#### 공심판 때 영혼들의 무게를 재는 자
서방교회의 전승에 따르면, 공심판 때 미카엘은 인간들의 영혼을 저울에 달아서 이 세상에서 그들이 살아있는 동안 행했던 언행의 무게를 잰다고 한다. 이러한 배경으로 미카엘을 묘사할 때, 이따금씩 영혼을 저울에 달고 무게를 재는 모습으로 표현되곤 하였다.
미카엘의 이러한 역할은 미켈란젤로가 바티칸의 시스티나 경당에 그린 천장화에 잘 표현되어 있다. 또 다른 묘사로는 두 권의 책을 들고 있는 묘사인데, 이 때 미카엘이 들고 있는 책 중에 작은 책은 천국에 들어간 성인들의 이름이 기록된 책인 반면에 큰 책은 지옥에 떨어진 악인들의 이름이 기록된 책을 상징한다.

#### 교회의 수호자

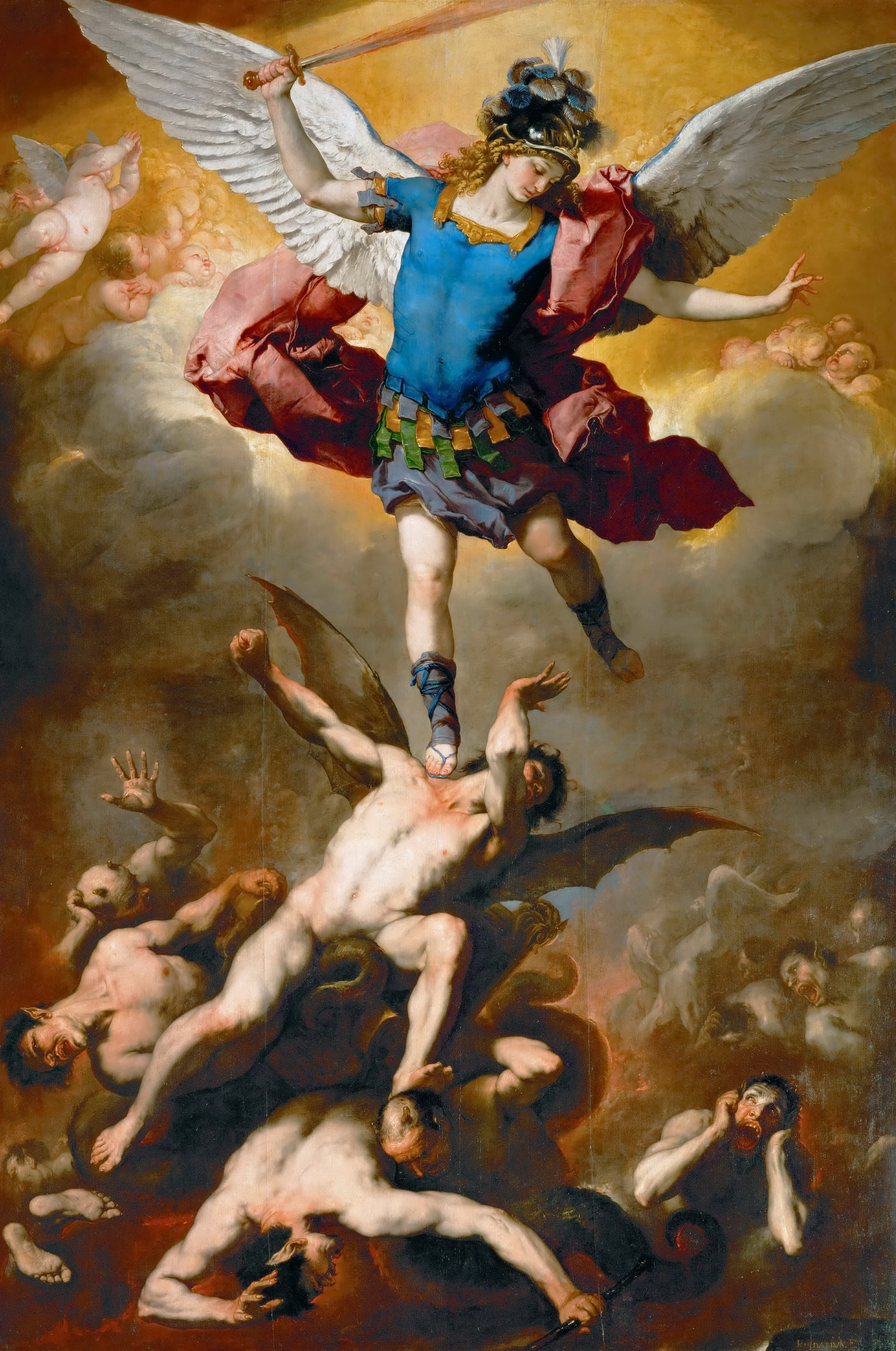
루카 조르다노의 대천사 미카엘과 타락천사들.

서방교회에서는 오랫동안 전통적으로 미카엘을 교회의 수호자이자 성체의 천사로 인식해 왔다. 또한 미카엘은 교황의 수호천사이면서 수많은 나라와 특수한 직업에 종사하는 사람들의 수호천사로도 공경받고 있다.
미카엘의 이러한 보호자 내지는 수호자로서의 이미지 때문에 여러 성당 및 수도원에서는 그를 묘사한 성화상을 설치하였다. 특히 육지와 가까운 섬에 자리 잡은 수도원들의 경우, 마치 교회에 대한 악마들의 공격에 대비한다는 차원에서 육지와 일정한 거리를 두고 세워진 영적 요새로서의 개념으로 세워진 경향이 있었다. 프랑스의 노르망디 해안에 있는 몽생미셸섬 수도원과 아일랜드 케리 주 해안에 있는 스켈리그마이클 수도원이 대표적으로 미카엘을 수호천사로 모시는 수도원들의 대표적인 예라고 할 수 있다.
미카엘을 수호천사로 모시는 천주교 성당은 전세계에 두루 퍼져 있다. 성 미카엘 대천사 축일은 5세기부터 9월 29일에 여러 지역 교회에서 기념되었다. 610년 교황 보니파시오 4세가 로마의 성 미카엘 성당을 9월 29일에 축성하는 등 여러 성당이 성 미카엘 축일인 9월 29일에 그를 수호천사로 지정하고 축성되었다.
1886년 교황 레오 13세는 미사 후 기도에 성 미카엘에게 바치는 기도를 첨부하였다. 전해지는 바에 의하면, 교황이 바티칸의 개인 경당에서 미사를 봉헌한 후 제단 아래로 내려왔을 때, 사탄이 교회를 파괴하기 위해 하느님에게 얼마 동안의 기간을 요청하는 광경을 환시로 목격했다고 한다. 그 직후, 교황은 성 미카엘에게 바치는 기도를 작성하여 온 세계 교회가 미사를 봉헌한 후에는 반드시 이 기도를 바치도록 명했다. 비록 이 기도는 1964년 이후 더 이상 미사 후에 공적으로 바쳐지지 않게 되었지만, 교황 요한 바오로 2세는 신자들에게 개인적으로라도 이 기도를 계속 바칠 것을 권장하였다. “저는 악의 세력에 대항하는 싸움에서 도움을 받기 위해 이 기도를 잊지 말고 바쳐주시기를 모든 분께 요청합니다.” 한편 성 미카엘에게 바치는 기도는 작성 직후 로마 양식 구마 기도에도 포함되었으며, 1999년 개정판 구마 예식서에도 계속 남아있는 상태이다.
교황 레오 13세가 작성한 성 미카엘에게 바치는 기도는 왼쪽 기도문이며, 오른쪽에 있는 기도는 미카엘이 포르투갈의 가르멜회 수녀 안토니아 다스토나코에게 발현하여 알려준 기도로서 1851년 교황 비오 9세로부터 인가를 받았다.
| 성 미카엘 대천사님, 싸움에서 저희를 지켜 주소서. 사탄의 악과 간계에서 저희를 보호해 주소서. 간절히 청하오니 하느님께서 명령하신 대로 사탄을 쫓아 버리소서. 천상 군대의 영도자 미카엘 대천사님, 영혼들을 멸망시키려고 세상을 떠돌아다니는 사탄과 모든 악령을 하느님의 힘으로 지옥으로 쫓아버리소서. 아멘. | 오, 영광스러운 제후 성 미카엘이여! 천국 군대의 사령관이시며, 영혼들의 보호자, 반항하는 영들의 정복자이시며, 천상 왕가의 종이시여, 저희의 공경하올 안내자, 탁월한 덕행으로 빛나시는 분이시여, 비오니 저희를 모든 악에서 구하소서. 당신께 굳은 믿음을 갖고 간구하는 저희의 기도를 들어주시고, 당신의 은총이 넘치도록 저희를 보호해 주심으로써, 저희가 언제나 하느님을 더욱 더 충실히 섬기게 하소서. 아멘. |

#### 발현
유럽에는 미카엘의 발현으로 세워진 성당이나 사적지가 몇 곳 존재한다. 첫 번째로 6세기 초 이탈리아 남부 풀리아 주 포자 현에 가르가노(또는 몬테가르가노)라고 불리는 작은 구역이 있다. 전설에 의하면, 이곳에 미카엘이 발현하여 성당을 세우도록 권했다고 한다. 그 후 미카엘의 요청에 따라 건립되어 미카엘에게 봉헌된 몬테산탄젤로 성역은 서유럽에서 가장 오래된 순례지 가운데 한 곳으로, 특히 중세기에는 그 순례자들이 가장 많았다고 한다. 7세기 초에는 교황 그레고리오 1세가 기록한 바에 의하면, 하드리아누스 황제의 영묘 위에 미카엘이 나타나서 손에 들었던 칼을 칼집에 꽂자 로마에 창궐했던 페스트가 사라졌다고 한다. 이후 하드리아누스 황제의 영묘는 산탄젤로 성(성천사 성)이라고 불리게 되었다.
8세기 초에는 미카엘이 프랑스 아브랑슈의 주교 아우베르토 주교에게 세 번 발현하여 작은 섬에 성당을 세울 것을 요청하였다. 미카엘의 요청에 따라 섬에 성당이 세워졌으며, 섬의 이름은 그의 이름을 따서 몽생미셸섬이라고 지어졌다. 오늘날 몽생미셸은 여전히 천주교 신자들의 대표적인 순례지 가운데 한 곳으로, 여러 가지 치유 기적 사례가 보고되고 있다.
일부 천주교 작가들은 파티마의 성모가 전한 메시지에서 언급된 불타는 칼을 든 천사가 사탄을 물리친 미카엘을 의미하는 것이라고 주장하기도 한다. 한 예로, 작가 티모시 로버트슨은 교황 비오 12세와 교황 요한 바오로 2세가 러시아를 티 없는 성모 성심에 봉헌함에 따라 미카엘이 사탄을 최종 패배시키는 날에 한 발짝 앞으로 더 나갔다고 보았다.

### 동방 정교회

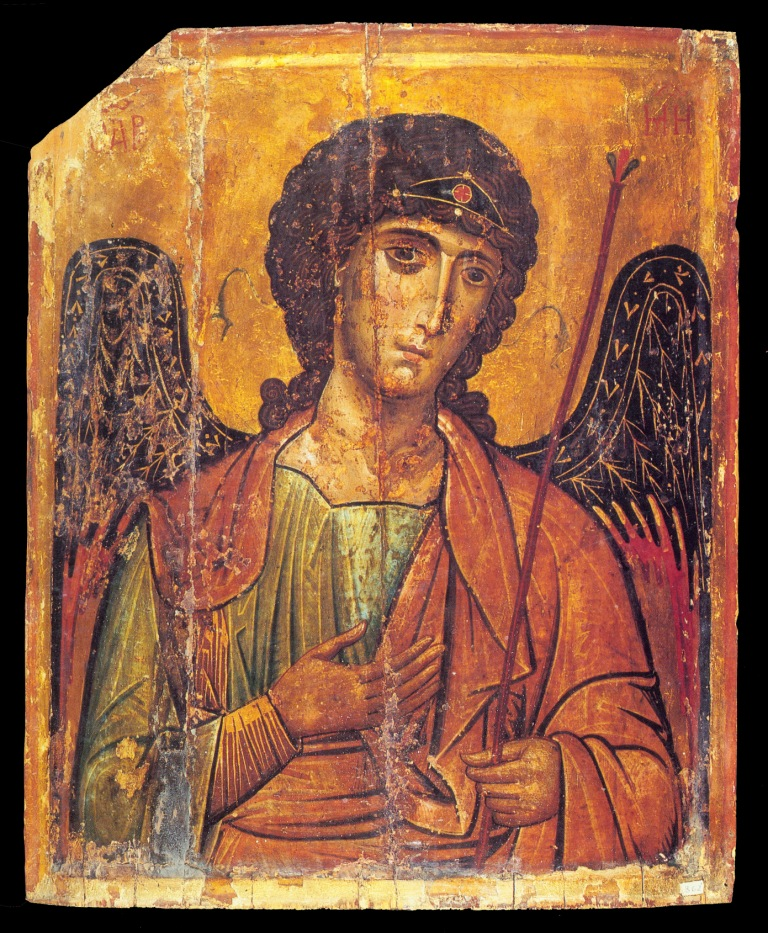
성녀 가타리나 수도원에 있는 13세기 비잔티움 이콘.

동방 정교회에서는 미카엘을 ‘하늘 군대의 최고 지휘관’이라고 부르며, 가브리엘과 더불어 수호천사로써 가장 인기 있는 존재이다.
동방 정교회는 천사들에 대한 신심이 강하며, 오늘날까지 천사들을 가리켜 '무형의 힘'이라는 용어를 사용하는 경향이 있다. 특히 정교회 전례력에는 천사들의 수장인 대천사 미카엘을 기념하는 축일이 많이 있다.
동방 정교회의 찬미가 및 기도문에도 대천사 미카엘의 이름이 많이 언급되고 있으며, 그의 모습을 묘사한 이콘(성화)은 동방 정교회에서 가장 보편적인 이콘 가운데 하나이기도 하다. 동방 정교회의 많은 이콘에서 예수 그리스도는 종종 많은 천사를 대동한 모습으로 그려져 있는데, 이들 천사 가운데서도 미카엘이 단연 독보적인 모습으로 그려진다.
러시아에서는 많은 수도원과 주교좌 성당, 성당 등이 미카엘을 수호천사로 모시고 있으며, 주요 도시들 또한 곳곳에 미카엘 대천사에게 봉헌된 성당이나 경당이 산재해 있다.

### 콥트 정교회
알렉산드리아의 콥트 정교회에서는 미카엘을 거룩한 중보자로 취급한다. 더불어 그가 의로운 신자를 하느님에게 인도하고, 그의 영혼을 천국까지 동행하며, 악마를 물리친다고 믿고 있다. 콥트 정교회에서는 매달 12일째 되는 날을 미카엘의 축일로 지정하고 기념하고 있다. 알렉산드리아에 있는 콥트 정교회에서는 4세기 초에 바우나의 달 12번째 날을 미카엘에게 봉헌하였으며, 하토르의 달 12번째 날에는 미카엘이 천사들의 우두머리로 임명된 것을 기념하는 축일로 지내고 있다.

### 대한성공회
대한성공회 서울교구에 속한 성공회 인천내동교회(1891년 9월)의 수호성인이 성 미카엘과 모든 천사들이다.

## 이슬람교
미카엘은 쿠란에서 가브리엘(지브릴)과 나란히 언급되는 두 명의 대천사 가운데 하나이다. 꾸란에서 미카엘의 이름은 알-바까라(암소)장 2장 98절에서 한 번 언급된다. “하느님과 그분의 천사들과 가브리엘과 미카엘에게의 적은 누구든지 하느님의 적이거늘 실로 하느님은 믿음이 없는 자들의 대적이시라.” 일부 무슬림들은 후드 장 11장 69절에서 아브라함을 방문한 세 명의 천사들 가운데 한 명이 미카엘이라고 믿고 있다.

## 같이 보기
- 대천사
- 우리엘
- 가브리엘
- 라파엘
- 루치펠